# Candy from a Stranger
Candy from a Stranger es el octavo álbum de la banda de rock Soul Asylum. Fue lanzado el 12 de mayo de 1998, y grabado entre 1997 y ese mismo año.
La banda inicialmente había pensado en lanzar un álbum titulado Creatures Of Habit, producido por Matt Hyde. Columbia Records no estaba de acuerdo con las grabaciones y archivó el álbum pocas semanas antes de su supuesto lanzamiento. Soul Asylum reingresó al estudio, esta vez con el productor británico Chris Kimsey, surgiendo así Candy From A Stranger, con la mayoría de sus canciones como parte de lo que habría sido Creatures Of Habit. El baterista Sterling Campbell dejó la banda después de completar este registro, y se reunió brevemente con los demás con el único fin de regrabar sus partes para el álbum. Campbell no participó en las giras ni en la promoción del álbum.
La canción «I Will Still Be Laughing» se hizo famosa luego de que apareciera en los créditos de la comedia de 1998 BASEketball.

## Lista de canciones
Todas las canciones escritas y compuestas por David Pirner, salvo que se indique lo contrario. 
| Candy from a Stranger |                                               |                  |          |  |
| N.º                   | Título                                        | Escritor(es)     | Duración |  |
| 1.                    | «Creatures of Habit»                          |                  | 3:22     |  |
| 2.                    | «I Will Still Be Laughing»                    |                  | 3:46     |  |
| 3.                    | «Close»                                       |                  | 4:33     |  |
| 4.                    | «See You Later»                               |                  | 4:45     |  |
| 5.                    | «No Time for Waiting»                         |                  | 3:15     |  |
| 6.                    | «Blood into Wine»                             | Murphy, Herman   | 4:03     |  |
| 7.                    | «Lies of Hate»                                | Pirner, Campbell | 4:39     |  |
| 8.                    | «Draggin' the Lake»                           |                  | 3:37     |  |
| 9.                    | «New York Blackout»                           |                  | 4:05     |  |
| 10.                   | «The Game»                                    |                  | 4:27     |  |
| 11.                   | «Cradle Chain»                                |                  | 4:40     |  |
| 12.                   | «Losin' It» (bonus track en edición japonesa) |                  | 3:03     |  |
| 45:12 (48:15)         |                                               |                  |          |  |

## Posiciones
Álbum
| Año  | Revista       | Posición |
| ---- | ------------- | -------- |
| 1998 | Billboard 200 | 121      |

Sencillos
| Año  | Sencillo                   | Revista                | Posición |
| ---- | -------------------------- | ---------------------- | -------- |
| 1998 | «I Will Still Be Laughing» | Mainstream Rock Tracks | 23       |
| 1998 | «I Will Still Be Laughing» | Modern Rock Tracks     | 24       |